# Erosina excludaria
Erosina excludaria är en fjärilsart som beskrevs av Heinrich Benno Möschler 1890. Erosina excludaria ingår i släktet Erosina och familjen mätare. Inga underarter finns listade i Catalogue of Life.